# Benjamin Tahirović
Benjamin Tahirović (Spånga-Tensta, 3 marzo 2003) è un calciatore svedese con cittadinanza bosniaca, centrocampista del Brøndby e della nazionale bosniaca.

## Biografia
Nato in Svezia, la sua famiglia è di origine bosniaca.
Anche il fratello maggiore, Adi (nato nel 1998) è un calciatore, e gioca nelle serie minori svedesi.

## Caratteristiche tecniche
Inizialmente impiegato come attaccante, il suo raggio di azione si è progressivamente abbassato, finché non è arrivato a giocare a centrocampo; visto il fisico imponente, non è molto dinamico, ma è comunque abile in fase di contrasto e dotato di buona tecnica, ragion per cui è stato più volte impiegato da trequartista.

## Carriera

### Club

#### Gli inizi, Roma
Formatosi calcisticamente nei settori giovanili di AIK, Djursholm e Vasalund, nel giugno del 2020 Tahirović debutta con quest'ultimo club in prima squadra, a 17 anni e 103 giorni. In totale, gioca 27 partite di campionato, di cui quattro da titolare, contribuendo alla promozione della squadra dalla terza serie alla Superettan, la cadetteria svedese.
Nel febbraio 2021, Tahirović passa a titolo definitivo alla Roma, con cui firma il suo primo contratto professionistico, valido fino al 30 giugno 2026; quindi, viene inizialmente aggregato alla squadra Primavera. Nella prima parte della stagione 2022-2023, il centrocampista entra nel giro della prima squadra giallorossa per volere dell'allenatore José Mourinho: fa quindi il suo esordio in Serie A il 13 novembre 2022, subentrando a Bryan Cristante nel corso del secondo tempo della sfida interna contro il Torino, pareggiata per 1-1. Il 4 gennaio 2023, invece, gioca la sua prima partita da titolare in campionato contro il Bologna, match vinto per 1-0 dalla Roma.

#### Ajax
Il 21 giugno 2023, Tahirović viene ceduto a titolo definitivo all'Ajax, in Eredivisie, per circa 7,5 milioni di euro (più uno di bonus), firmando un contratto quinquennale con il club olandese, con decorrenza dal 1º luglio seguente. Debutta con i Lancieri il 12 agosto seguente, partendo da titolare nella sfida di campionato contro l'Heracles Almelo, vinta per 4-1. Il 24 agosto, debutta nelle competizioni europee, partendo da titolare nella gara di andata dei play-off di UEFA Europa League in casa del Ludogorec, vinta 4-1. Il 12 novembre, invece, segna il suo primo gol fra i professionisti nell'incontro di campionato in casa dell'Almere City, poi conclusosi sul 2-2. Lungo la sua prima stagione ad Amsterdam, colleziona due reti e cinque assist in 37 presenze con il club.
All'inizio della stagione 2024-2025, Tahirović viene inviato ad allenarsi con la squadra riserve dell'Ajax, non rientrando nei piani dell'allenatore Francesco Farioli.

#### Brøndby
Il 3 febbraio 2025 viene acquistato dal Brøndby.

### Nazionale
Pur avendo cittadinanza sia svedese, sia bosniaca, Tahirović ha scelto di rappresentare la seconda nazione, Paese di origine dei genitori, a livello internazionale.
Viene quindi convocato per la prima volta dalla nazionale maggiore bosniaca nel marzo del 2023, in vista di due incontri delle qualificazioni agli Europei del 2024 contro Islanda e Slovacchia. Esordisce il 23 marzo seguente, partendo da titolare nella prima delle due partite, contro l'Islanda, vinta per 3-0.

## Statistiche

### Presenze e reti nei club
Statistiche aggiornate al 3 febbraio 2025.
| Stagione        | Squadra         | Campionato      | Campionato | Campionato | Coppe nazionali | Coppe nazionali | Coppe nazionali | Coppe continentali | Coppe continentali | Coppe continentali | Altre coppe | Altre coppe | Altre coppe | Totale | Totale |
| Stagione        | Squadra         | Comp            | Pres       | Reti       | Comp            | Pres            | Reti            | Comp               | Pres               | Reti               | Comp        | Pres        | Reti        | Pres   | Reti   |
| --------------- | --------------- | --------------- | ---------- | ---------- | --------------- | --------------- | --------------- | ------------------ | ------------------ | ------------------ | ----------- | ----------- | ----------- | ------ | ------ |
| 2020            | Vasalund        | EN              | 27         | 0          | SC              | 1               | 0               |                    | -                  | -                  |             | -           | -           | 28     | 0      |
| 2022-2023       | Roma            | A               | 11         | 0          | CI              | 2               | 0               | UEL                | -                  | -                  |             | -           | -           | 13     | 0      |
| 2023-2024       | Ajax            | ED              | 26         | 2          | CO              | 1               | 0               | UEL+UECL           | 8+2                | 0+0                | -           | -           | -           | 37     | 2      |
| 2024-feb. 2025  | Ajax            | ED              | 1          | 0          | CO              | 0               | 0               | UEL                | 1                  | 0                  | -           | -           | -           | 2      | 0      |
| Totale carriera | Totale carriera | Totale carriera | 65         | 2          |                 | 4               | 0               |                    | 11                 | 0                  |             | -           | -           | 80     | 2      |

### Cronologia presenze e reti in nazionale
| Cronologia completa delle presenze e delle reti in nazionale ― Bosnia ed Erzegovina | Cronologia completa delle presenze e delle reti in nazionale ― Bosnia ed Erzegovina | Cronologia completa delle presenze e delle reti in nazionale ― Bosnia ed Erzegovina | Cronologia completa delle presenze e delle reti in nazionale ― Bosnia ed Erzegovina | Cronologia completa delle presenze e delle reti in nazionale ― Bosnia ed Erzegovina | Cronologia completa delle presenze e delle reti in nazionale ― Bosnia ed Erzegovina | Cronologia completa delle presenze e delle reti in nazionale ― Bosnia ed Erzegovina | Cronologia completa delle presenze e delle reti in nazionale ― Bosnia ed Erzegovina |
| Data                                                                                | Città                                                                               | In casa                                                                             | Risultato                                                                           | Ospiti                                                                              | Competizione                                                                        | Reti                                                                                | Note                                                                                |
| ----------------------------------------------------------------------------------- | ----------------------------------------------------------------------------------- | ----------------------------------------------------------------------------------- | ----------------------------------------------------------------------------------- | ----------------------------------------------------------------------------------- | ----------------------------------------------------------------------------------- | ----------------------------------------------------------------------------------- | ----------------------------------------------------------------------------------- |
| 23-3-2023                                                                           | Zenica                                                                              | Bosnia ed Erzegovina                                                                | 3 – 0                                                                               | Islanda                                                                             | Qual. Euro 2024                                                                     | -                                                                                   | 45+4’ 82’                                                                           |
| 26-3-2023                                                                           | Bratislava                                                                          | Slovacchia                                                                          | 2 – 0                                                                               | Bosnia ed Erzegovina                                                                | Qual. Euro 2024                                                                     | -                                                                                   | 74’                                                                                 |
| 17-6-2023                                                                           | Lisbona                                                                             | Portogallo                                                                          | 3 – 0                                                                               | Bosnia ed Erzegovina                                                                | Qual. Euro 2024                                                                     | -                                                                                   | 71’ 84’                                                                             |
| 20-6-2023                                                                           | Zenica                                                                              | Bosnia ed Erzegovina                                                                | 0 – 2                                                                               | Lussemburgo                                                                         | Qual. Euro 2024                                                                     | -                                                                                   | 46’                                                                                 |
| 8-9-2023                                                                            | Zenica                                                                              | Bosnia ed Erzegovina                                                                | 2 – 1                                                                               | Liechtenstein                                                                       | Qual. Euro 2024                                                                     | -                                                                                   | 64’                                                                                 |
| 11-9-2023                                                                           | Reykjavík                                                                           | Islanda                                                                             | 1 – 0                                                                               | Bosnia ed Erzegovina                                                                | Qual. Euro 2024                                                                     | -                                                                                   | 81’                                                                                 |
| 3-6-2024                                                                            | Newcastle upon Tyne                                                                 | Inghilterra                                                                         | 3 – 0                                                                               | Bosnia ed Erzegovina                                                                | Amichevole                                                                          | -                                                                                   | 59’                                                                                 |
| 9-6-2024                                                                            | Empoli                                                                              | Italia                                                                              | 1 – 0                                                                               | Bosnia ed Erzegovina                                                                | Amichevole                                                                          | -                                                                                   |                                                                                     |
| 7-9-2024                                                                            | Eindhoven                                                                           | Paesi Bassi                                                                         | 5 – 2                                                                               | Bosnia ed Erzegovina                                                                | UEFA Nations League 2024-2025 - 1º turno                                            | -                                                                                   | 46’                                                                                 |
| 10-9-2024                                                                           | Budapest                                                                            | Ungheria                                                                            | 0 – 0                                                                               | Bosnia ed Erzegovina                                                                | UEFA Nations League 2024-2025 - 1º turno                                            | -                                                                                   | 46’                                                                                 |
| 11-10-2024                                                                          | Zenica                                                                              | Bosnia ed Erzegovina                                                                | 1 – 2                                                                               | Germania                                                                            | UEFA Nations League 2024-2025 - 1º turno                                            | -                                                                                   | 46’ 74’                                                                             |
| 14-10-2024                                                                          | Zenica                                                                              | Bosnia ed Erzegovina                                                                | 0 – 2                                                                               | Ungheria                                                                            | UEFA Nations League 2024-2025 - 1º turno                                            | -                                                                                   | 79’                                                                                 |
| 16-11-2024                                                                          | Friburgo in Brisgovia                                                               | Germania                                                                            | 7 – 0                                                                               | Bosnia ed Erzegovina                                                                | UEFA Nations League 2024-2025 - 1º turno                                            | -                                                                                   | 63’                                                                                 |
| 19-11-2024                                                                          | Zenica                                                                              | Bosnia ed Erzegovina                                                                | 1 – 1                                                                               | Paesi Bassi                                                                         | UEFA Nations League 2024-2025 - 1º turno                                            | -                                                                                   | 86’                                                                                 |
| 21-3-2025                                                                           | Bucarest                                                                            | Romania                                                                             | 0 – 1                                                                               | Bosnia ed Erzegovina                                                                | Qual. Mondiali 2026                                                                 | -                                                                                   | 77’                                                                                 |
| 24-3-2025                                                                           | Zenica                                                                              | Bosnia ed Erzegovina                                                                | 2 – 1                                                                               | Cipro                                                                               | Qual. Mondiali 2026                                                                 | -                                                                                   | 46’                                                                                 |
| 7-6-2025                                                                            | Zenica                                                                              | Bosnia ed Erzegovina                                                                | 1 – 0                                                                               | San Marino                                                                          | Qual. Mondiali 2026                                                                 | -                                                                                   |                                                                                     |
| 10-6-2025                                                                           | Celje                                                                               | Slovenia                                                                            | 2 – 1                                                                               | Bosnia ed Erzegovina                                                                | Amichevole                                                                          | -                                                                                   | 46’                                                                                 |
| Totale                                                                              |                                                                                     | Presenze                                                                            | 18                                                                                  |                                                                                     | Reti                                                                                | 0                                                                                   |                                                                                     |